# Marni Nixon
Margaret Nixon McEathron, detta Marni (Altadena, 22 febbraio 1930 – New York, 24 luglio 2016), è stata un soprano, attrice e doppiatrice statunitense.

## Biografia
È nota soprattutto per aver doppiato nel canto diverse celebri attrici in film musicali di grande successo: doppiò le parti cantate di Deborah Kerr ne Il re ed io, di Natalie Wood in West Side Story e di Audrey Hepburn in My Fair Lady. Cantò inoltre le note più alte di Diamonds Are a Girl's Best Friend che Marilyn Monroe non riusciva a cantare in Gli uomini preferiscono le bionde. Quest'attività di doppiatrice delle star, spesso non accreditata, le valse il soprannome di the voice of Hollywood.
Come cantante, si è cimentata soprattutto nei film come Mulan, Alice nel Paese delle Meraviglie, West Side Story e Mary Poppins. Ha lavorato anche in diversi musical, tra cui Nine, Follies, James Joyce's The Dead e My Fair Lady.

## Vita privata
Dal primo matrimonio con il cantautore Ernest Gold, durato dal 1950 al 1969, ebbe tre figli: Andrew (1951-2011, morto per un arresto cardiaco); Marta e Melanie.
Si sposò altre due volte: con il dottor Lajos "Fritz" Frederick Fenster dal 1971 al 1975, e dal 1983 alla morte con il musicista jazz Albert David Block.

## Filmografia

### Cinema
- The Bashful Bachelor, regia di Malcolm St. Clair (1942)
- Tutti insieme appassionatamente (The Sound of Music), regia di Robert Wise (1965)
- I Think I Do, regia di Brian Sloan (1997)

### Televisione
- The Mothers-In-Law - serie TV, 1 episodio (1969)
- Law & Order - Unità vittime speciali - serie TV, 1 episodio (2001)

### Doppiaggio
- Cenerentola (Cinderella), regia di Wilfred Jackson, Hamilton Luske e Clyde Geronimi (1950)
- Alice nel Paese delle Meraviglie (Alice in Wonderland), regia di Wilfred Jackson, Hamilton Luske e Clyde Geronimi (1951)
- Il re ed io (The King and I), regia di Walter Lang (1956)
- Un amore splendido (An Affair to Remember), regia di Leo McCarey (1957)
- West Side Story, regia di Jerome Robbins e Robert Wise (1961)
- Mary Poppins, regia di Robert Stevenson (1964)
- My Fair Lady, regia di George Cukor (1964)
- Mulan, regia di Tony Bancroft e Barry Cook (1998)

## Doppiatrici italiane
- Flaminia Jandolo in Tutti insieme appassionatamente (dialoghi)

Da doppiatrice è sostituita da:
- Tina Centi in My Fair Lady
- Cristina Dori in Mulan